# Meridiastra occidens
Meridiastra occidens är en sjöstjärneart som först beskrevs av O'Loughlin, Waters och Roger Roy 2003.  Meridiastra occidens ingår i släktet Meridiastra och familjen Asterinidae. Inga underarter finns listade i Catalogue of Life.